# The Remixes III ~Mix Rice Plantation~
The Remixes Ⅲ～Mix Rice Plantation～ es el tercer y último álbum de remezclas de la banda Every Little Thing, lanzado al mercado el día 27 de febrero del año 2002 bajo el sello avex trax.

## Detalles
Este es el último de los discos The Remixes lanzados por Every Little Thing. Lo más probable es que se hayan dejado de lanzar debido a las malas ventas que experimentó este último, vendiendo 35 mil copias que para el estándar de la banda era bastante poco. Fue lanzado el mismo día que el álbum Cyber TRANCE presents ELT TRANCE, y este logró mejores ventas en las listas.
Todas las canciones tiene influencias del Bossa nova, muy distinto a los dos primeros álbumes de remixes que estaban principalmente orientados a la música house. El remix del tema "jump" realizado por Cubismo Gráfico fue el único que recibió promoción, e incluso fue grabado un video musical alternativo a la versión original de la canción. El video está disponible en el DVD de Every Little cosa THE VIDEO COMPILATION III

## Lista de canciones
1. jump (cbsmgrfc obrigado mix)
2. Over and Over (A mais querida remix)
3. FOREVER YOURS (SUNFLOWER MIX)
4. The One Thing (cbsmgrfc topgear mix)
5. Ai no Kakera (愛のカケラ?) (Smoove Mix)
6. sure (Grow Sound Mix)
7. Smile Again (JIN JIN MIX)
8. fragile (fpm bitter sweet samba mix)
9. Graceful World (PROMISED MIX)
10. Rescue me (Grow Sound Mix)
11. NECESSARY (feeling is jammin’ Mix)
12. Get Into A Groove (Sunaga’t Experience’s remix)
13. Kimochi (キモチ?) (cbsmgrfc blissful mix)

- Datos: Q6145109